# Гапцах
Гапцах — село в Магарамкентском районе Республики Дагестан.
Образует сельское поселение село Гапцах, как единственный населённый пункт в его составе.

## География
Село расположено на юге Дагестана, недалеко от государственной границы Российской Федерации с Азербайджаном. Находится в 175 км от Махачкалы и в 6 км севернее районного центра — села Магарамкент. Площадь территории села составляет 33,49 км². Через населённый пункт проходит федеральная автотрасса «Кавказ».

## История
Историческое село Гапцах располагалось на южном склоне Самурского хребта, в 1,5 км к северо-западу от села Новое Каракюре.
Современное село образовано в 1960 году путем переселения колхоза имени Свердлова села Гапцах на прикутанные земли колхоза в местности Бурзу-Ятаг. К середине 1960 года в новый посёлок переселилось 32 % населения старого села. В Новом Гапцахе был образован колхоз имени Мухтадира. По плану 1962 г. из старого в новое село должно было быть переселено ещё 63 хозяйства. Последние жители Старого Гапцаха были переселены в 1964 году.

## Население
| 1970  | 1989  | 2002  | 2010  | 2012  | 2013  | 2014  |
| ----- | ----- | ----- | ----- | ----- | ----- | ----- |
| 1472  | ↗1747 | ↗3270 | ↗3554 | ↘3547 | →3547 | ↘3508 |
| 2015  | 2016  | 2017  | 2018  | 2019  | 2020  | 2021  |
| ↘3501 | ↘3498 | ↘3471 | ↘3464 | ↘3454 | ↘3444 | ↘3381 |
| 2023  | 2024  | 2025  |       |       |       |       |
| ↘3370 | ↘3367 | ↗3373 |       |       |       |       |

В селе 5 тухумов: Куьруьхаяр, Зигьирар, Ислефар, Пертекьар, Члакьар, Яхулар.